# Pascha-Mysterium

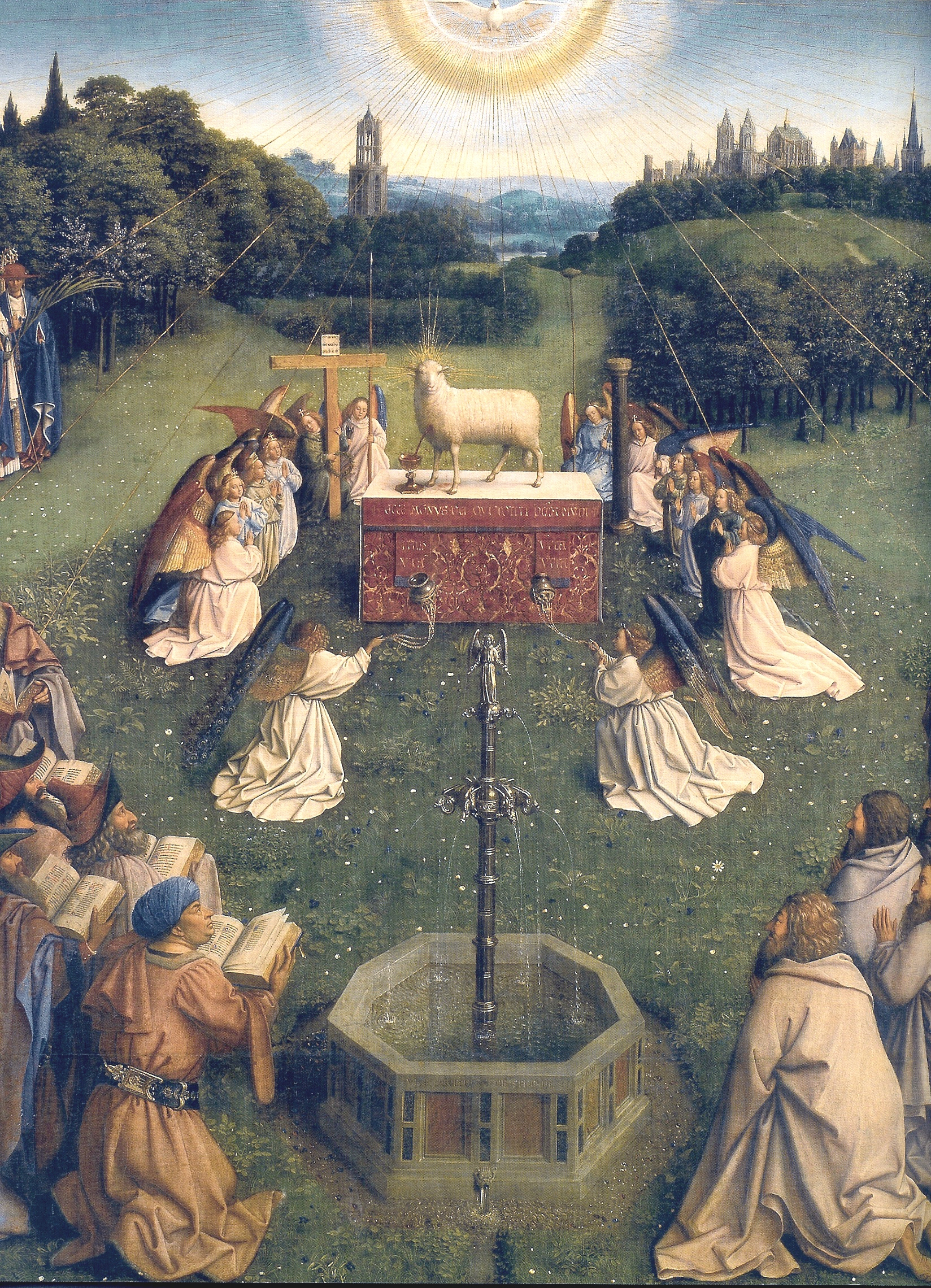
Anbetung des Lammes (Jan van Eyck, Genter Altar, 15. Jahrhundert)

Mit Pascha-Mysterium (lateinisch mystérium paschále ‚Ostergeheimnis‘, von altgriechisch πάσχα pás-cha ‚Ostern‘ und μυστήριον mystérion ‚Geheimnis‘) bezeichnet die neuere katholische Theologie die Einheit von Leiden, Kreuzestod und Auferstehung Jesu Christi von den Toten sowie seiner Himmelfahrt und Erhöhung und ihrer Vergegenwärtigung in der Liturgie.
„Die altchristliche Osterfeier als Ganzes ist das Fest der Erlösung durch Tod und Erhöhung des Herrn, also die Feier der Oikonomia, des Heilsplanes Gottes mit den Menschen“; sie schließt das Pfingstereignis mit der Geistsendung ein. Der Begriff des Pascha-Mysteriums spielte eine wichtige Rolle bei der Erneuerung der Oster-Theologie durch das Zweite Vatikanische Konzil und wurde zu einem Schlüsselbegriff in der Liturgiekonstitution Sacrosanctum Concilium (1963): „In der Liturgie, besonders im heiligen Opfer der Eucharistie, vollzieht sich das Werk unserer Erlösung, und so trägt sie in höchstem Maße dazu bei, dass das Leben der Gläubigen Ausdruck und Offenbarung des Mysteriums Christi und des eigentlichen Wesens der wahren Kirche wird.“ In diesem Mysterium hat Jesus Christus „durch sein Sterben unseren Tod vernichtet und durch sein Auferstehen das Leben neugeschaffen“.

## Inhalt des Begriffs

### Bibel und Theologie
Jesus von Nazaret feierte als Jude am Vorabend seiner Gefangennahme und Hinrichtung mit seinen Aposteln das Pessachmahl, bei welchem die Juden der Befreiung der Israeliten aus ägyptischer Sklaverei im Auszug aus Ägypten gedenken. Das Pessach wird in Ex 12,1–20  als Gebot Gottes eingesetzt. Im Mittelpunkt der Sederfeier steht das Essen des Passalammes. Bei diesem Mahl zum Auftakt des Pessachfestes, dem letzten Abendmahl, stiftete Jesus Brot und Wein als Zeichen seiner bleibenden Gegenwart in der Eucharistie.
Die christliche Gemeinde sah nach ihrer Erfahrung des Todes und der Auferstehung Jesu in Jesus selbst das „wahre Pascha-Opfer“; das im Pessach geopferte fehlerfreie Lamm wird zum Symbol der erlösenden Hingabe Jesu: „Als unser Paschalamm ist Christus geopfert worden.“ (1 Kor 5,7 ; Joh 1,36  und 19,36 ).
„Pascha-Mysterium“ wird „gewissermassen zu einer Kurzformel der Selbstmitteilung Gottes“ in der gesamten Heilsgeschichte. Dabei werden bereits die Schöpfung und die Geschichte des Volkes Israel von Jesus Christus her gesehen, und die Deutung reicht bis zur eschatologischen Vollendung der Welt. Kernstück ist die „Aufgipfelung“ des Pascha-Mysteriums im Leiden, Sterben, Auferstehung und Verherrlichung Christi. Das Heilshandeln Gottes hat seine bleibende Mitte in Christi Tod und Auferstehung. Aus Ostern, dem Pascha-Ereignis, erwächst die Kirche. Die Christen werden „durch die Taufe in das Pascha-Mysterium eingefügt“ (paschali Christi mysterio inseruntur), und zwar bevorzugt in der Osternacht. Zur Kennzeichnung der Phase des Heilswirkens Gottes zwischen der Geistsendung an Pfingsten und der Parusie ist Pascha-Mysterium ein „Schlüsselwort“ (Angelus A. Häußling).

### Liturgie
Im liturgischen Jahr „ist die Feier des Pascha-Mysteriums […] das herausragende Moment des christlichen Kultes, und zwar in seiner täglichen, wöchentlichen und jährlichen Abfolge“. Es ist folgerichtig, dass aus der Karwoche im Zuge der vom Zweiten Vatikanischen Konzil angeregten Reform des Liturgischen Kalenders die „Heilige Woche“ wird, die den Ostersonntag einbezieht; das Triduum Sacrum bezeichnet jetzt wieder, wie in der frühen Kirche, die Zeit vom Abend des Gründonnerstags, Karfreitag und Karsamstag bis zum Ostersonntag.
In jeder heiligen Messe wird das Pascha-Mysterium vergegenwärtigt und gefeiert. Das Zweite Vatikanische Konzil betonte in seiner Liturgiekonstitution Sacrosanctum Concilium, dass Jesus Christus die Eucharistie stiftete als „Gedächtnisfeier seines Todes und seiner Auferstehung“, als „das Ostermahl, in dem Christus genossen, das Herz mit Gnade erfüllt und uns das Unterpfand der künftigen Herrlichkeit gegeben wird“. Die 1970 erneuerte Liturgie der heiligen Messe rückte den Einschub „Mysterium fidei“ („Geheimnis des Glaubens“, 1 Tim 3,9  und 3,16 ) aus dem Kelchwort des Einsetzungsberichts im eucharistischen Hochgebet an das Ende des Einsetzungsberichts. Auf den Ruf von Diakon oder Priester „Geheimnis des Glaubens!“ antwortet die versammelte Gemeinde jetzt mit der neu in die Liturgie eingefügten Akklamation: „Deinen Tod, o Herr, verkünden wir, und deine Auferstehung preisen wir, bis du kommst in Herrlichkeit“ (vgl. 1 Kor 11,23–26 ). Bereits der Canon Romanus fuhr nach den Einsetzungsworten fort: „Darum, gütiger Vater, feiern wir, deine Diener und dein heiliges Volk, das Gedächtnis deines Sohnes, unseres Herrn Jesus Christus. Wir verkünden sein heilbringendes Leiden, seine Auferstehung von den Toten und seine glorreiche Himmelfahrt“, ähnlich heute die anderen eucharistischen Hochgebete.
Das Pascha-Mysterium bestimmt zentral die jährliche Osterfeier am Ostertriduum („Jahres-Ostern“), aber auch alle Feste und Gedenktage des Kirchenjahres und vorzüglich jeden Sonntag, den „Auferstehungstag“ oder „Herrentag“ als „Wochen-Ostern“. Der Sonntag wird so zum „Fundament und Kern des ganzen liturgischen Jahres“.

## Begriffsgeschichte
Der theologische Gedanke von „Mysterium paschale“ wurde von dem Maria Laacher Benediktiner Odo Casel wiederentdeckt und vom Zweiten Vatikanischen Konzil aufgegriffen und entfaltet. Casel hatte den antiken Begriff μυστήριον mystérion, lateinisch sacramentum, religionsgeschichtlich im griechischen Umfeld und bei den christlichen Kirchenvätern erforscht und für Theologie und Liturgie erschlossen; die christliche Liturgie sah er als „objektive, äußere Feier der christlichen Mysterien“, christliche Mystik gründe „auf die Erlösungstat Christi, die in der Liturgie sich vollzieht“: „In jeder Meßfeier vollzieht sich […] die Erlösungstat Christi, das Ostergeheimnis, mystisch-symbolisch. Jeder Sonntag […] wurde dadurch ein kleines Ostern. Einmal im Jahr feierten die Christen in besonders eindringlicher und großartiger Weise das Ereignis ihrer Erlösung, um die Zeit des Passahfestes, wenn sich der Tod Christi jährte. […] Den Mittelpunkt dieser Sacramenta paschalia, der Ostermysterien, bilden der Tod und die Auferstehung Christi, Kreuzesostern (πάσχα σταυρώσιμον páscha staurōsimon) und Auferstehungsostern (πάσχα ἀναστάσιμον páscha anastásimon)“; dazu passe in besonderer Weise, dass seit der Urkirche vor allem in der Osternacht die Taufe gespendet werde und die Katechumenen „zum ersten Mal an den Mysterien des Herrn sakramental Anteil nehmen“. Der französische Weihbischof Henri-Martin Félix Jenny (1904–1982, ab 1966 Erzbischof von Cambrai) brachte den Aspekt bei der Arbeit der Vorbereitenden Liturgiekommission des Konzils ein, das den Gedanken vom Pascha-Mysterium zu einem Kernbegriff für die liturgietheologische Grundlegung der Liturgiekonstitution machte.